# Emas (Paraíba)
Emas é um município brasileiro do estado da Paraíba, localizado na Região Geográfica Imediata de Patos e integrante da Região Metropolitana de Patos. De acordo com o Instituto Brasileiro de Geografia e Estatística (IBGE), no ano de 2017 sua população era estimada em um total de 3.528 habitantes.

## Etimologia
O nome do povoado provém da enorme quantidade de emas que repousavam na lagoa existente no local.

## História
Os fundadores do povoado que viria a se tornar a cidade de Emas, chegaram no ano de 1810, provenientes de Pombal, sendo as fazendas denominadas de Angico e Saudade, as primeiras do local.
A prática da agropecuária atraiu outras famílias, que foram atraídas pelo cultivo do algodão, principal produto da região naquela época.
Uma capela em homenagem a Santa Terezinha, foi erguida no ano de 1934, ao redor da qual foram construídas algumas residências e contribuiu para a formação do povado, vindo o mesmo a ser elevado à categoria de município por meio da Lei Estadual n.º 3.115, de 28 de novembro de 1963, desmembrado de Catingueira, e instalado no dia 25 de dezembro do mesmo ano.

## Geografia
O município está incluído na área geográfica de abrangência do semiárido brasileiro, definida pelo Ministério da Integração Nacional em 2005.  Esta delimitação tem como critérios o índice pluviométrico, o índice de aridez e o risco de seca.